# 旭優奈
旭 優奈（あさひ ゆうな、1999年11月13日 - ）は、日本の元アイドル、元舞台女優であり、元女性アイドルグループA応Pのメンバーである。千葉県出身。血液型O型。
A応P ZEROとして活動する前は葛山優奈（かつやまゆうな）と言う名で活動していた。

## 略歴
2008年、「花やしき少女歌劇団」の四期生オーディションに合格し、活動開始。
2017年、芸名を葛山優奈から旭優奈へ変更。
2017年5月、A応Pの候補生ユニット「A応P ZERO」として活動開始。
2018年3月、「A応P」の正規メンバーへ昇格。
2019年11月、JTBエンタテインメントへ所属。
2021年3月31日、「A応P」活動終了 に伴い、JTBエンタテインメントからも退所し、芸能活動終了。

## 人物
- 「ステージで輝くアイドルアニメ」が好きであり、特に好きなアニメに「プリティーリズムシリーズ」、「プリパラ」、「アイドルマスターシリーズ」「ラブライブ!」「プリンス・オブ・ストライド オルタナティブ」を挙げている。
- 趣味は、ゲーム、グッズ収集。特技は、タップダンス。

## 出演

### 葛山優奈時代

#### 舞台
2010年
- ファミリーミュージカル「ココ・スマイル」（8月）[3]

2012年
- ミュージカル「シュガー ～空色のプールサイド～」（8月）[4]

2015年
- 舞台版「レーカン!」（11月11日 - 11月15日、日本芸術専門学校大森校劇場）アンサンブル[5]

2016年
- 舞台版「てーきゅう～先輩とめぐりあう時間たち～ ディレクターズカット」（3月17日 - 3月31日、日本芸術専門学校大森校劇場）ナターリヤ役[6]